# Galago
Galago E. Geoffroy, 1796 è un genere di primati strepsirrini appartenente alla famiglia dei Galagidi.

## Descrizione
Si tratta di animali lunghi al massimo una quarantina di centimetri, almeno metà dei quali rappresentata dalla coda, che può essere ricoperta di pelo sia totalmente che solo nella parte distale, a seconda della specie.

Il colore del pelo può andare dal rossiccio, al grigio, al nerastro. Gli occhi sono grandi e vispi, le zampe possiedono mani dai polpastrelli rigonfi che permettono a questi animali movimenti agilissimi e silenziosi al tempo stesso.

## Biologia
I galagoni sono abitatori della foresta e delle aree cespugliose, dove si muovono al calar delle tenebre con agilità paragonabile a quella degli scoiattoli, a differenza dei più cauti parenti lorisidi, coi quali però condividono la dieta insettivora.

## Tassonomia
Il genere comprende le seguenti specie:
- Galago gallarum Thomas, 1901 - galagone somalo
- Galago matschiei Lorenz, 1917 - galagone cenerino
- Galago moholi A.Smith, 1836 - galagone sudafricano
- Galago senegalensis E. Géoffroy, 1796 - galagone del Senegal

Altre specie che in passato erano ascritte a questo genere sono:
- Galago alleni = Sciurocheirus alleni  - galagone di Bioko
- Galago cameronensis = Sciurocheirus alleni cameronensis - galagone di Calabar
- Galago gabonensis = Sciurocheirus gabonensis - galagone del Gabon
- Galago cocos = Galagoides cocos - galagone di Diani
- Galago demidoff= Galagoides demidovii  - galagone di Demidoff
- Galago granti = Galagoides granti - galagone di Grant
- Galago orinus = Galagoides orinus - galagone degli Uluguru
- Galago rondoensis = Galagoides rondoensis - galagone di Rondo
- Galago thomasi = Galagoides thomasi - galagone di Thomas
- Galago zanzibaricus = Galagoides zanzibaricus - galagone nano
- Galago udzungwensis = Galagoides zanzibaricus udzungwensis - galagone degli Udzungwa